# Tartaruga-de-orelha-vermelha
A tartaruga-de-orelha-vermelha, também chamada tartaruga-de-água-doce-americana, é a subespécie Trachemys scripta elegans, da ordem Testudinata, como é a chamada a ordem dos quelônios. É nativa dos Estados Unidos da América, mas hoje é encontrada em vários lugares do mundo, sendo ilegal como animal de estimação no Brasil, de acordo com o IBAMA.
A comercialização clandestina da espécie Trachemys scripta elegans (tigre-de água-americano), oriunda dos Estados Unidos, como animal de estimação no Brasil, trouxe uma série de problemas para as espécies nacionais, principalmente para o tigre-de-água-brasileiro, por serem muito parecidas as duas espécies entre si. O tigre-de-água-americano pode competir com as espécies nativas e invadir os seus ambientes naturais, provocando desequilíbrios ecológicos, como a hibridização de espécies do mesmo gênero e até impacto sobre populações de anfíbios (os girinos são um de seus alimentos). Proprietários desinteressados pelos animais muitas vezes soltam-nos em áreas que, originalmente, não abrigavam os animais. Podem provocar, com isso, graves desequilíbrios ecológicos.

## Taxonomia e evolução
As tartarugas-de-ouvido-vermelho são membros da ordem Testudinata, que contém aproximadamente 250 espécies. No Brasil, os membros dessa ordem costumam ser designados como tartarugas e jabutis. Em Portugal é denominada de tartaruga-de-orelhas-vermelhas ou tartaruga-de-faces-vermelhas.

## Características físicas

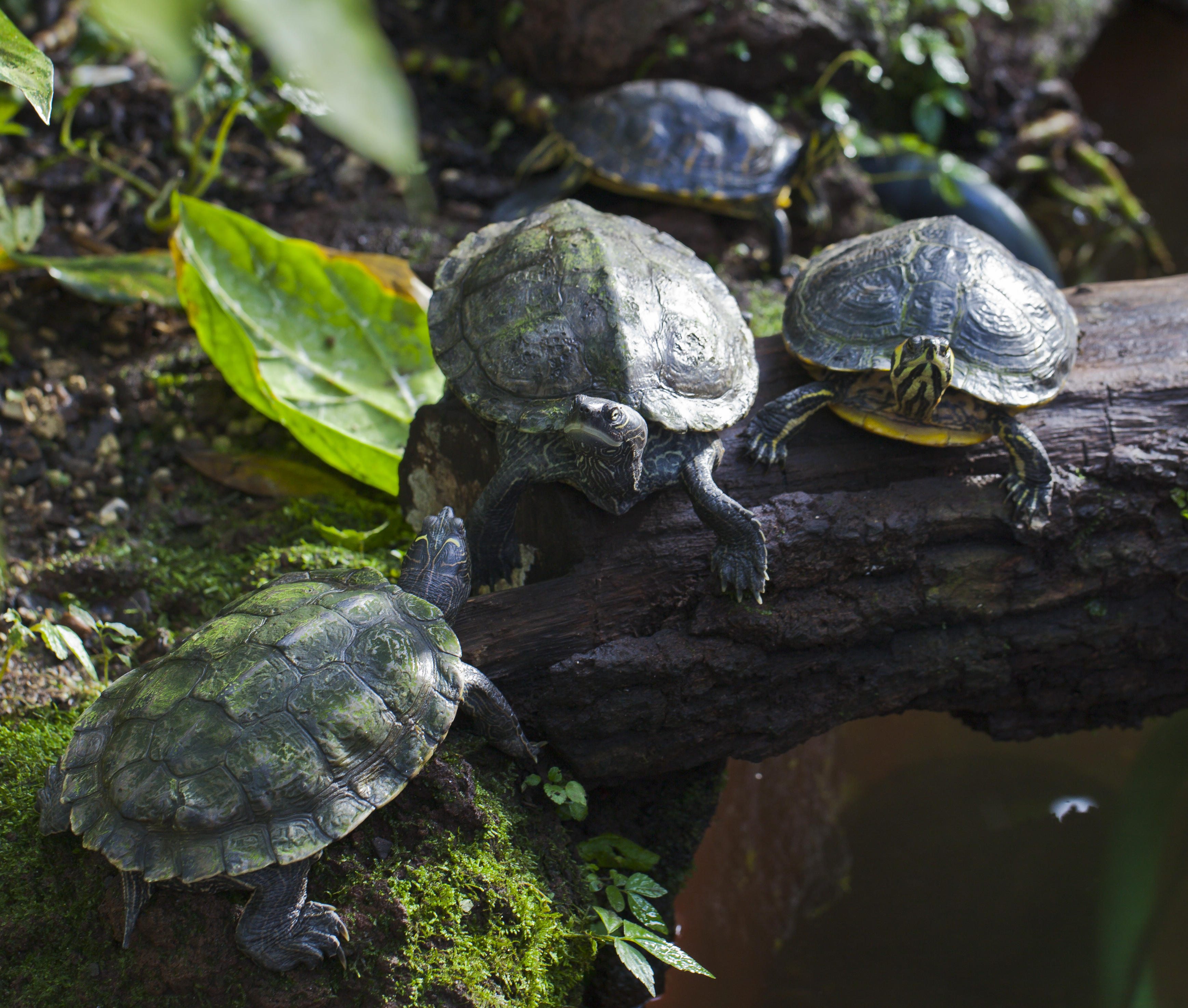
Grupo de tartarugas.

Trata-se de um animal aquático de tamanho médio, variando entre 2 cm, ao sair do ovo, e 30,5 cm, na fase adulta. É facilmente reconhecível pela faixa vermelho-alaranjada que apresenta nos dois lados da cabeça e pela carapaça ovalada.

### Tempo de vida
Esses animais, em cativeiro, podem viver por até 40 anos. Os mais novos exibem manchas e um casco de cores vibrantes . Conforme envelhecem, a cor do casco tende a escurecer e as manchas, inclusive as faixas vermelhas, a esmaecer.

### Dimorfismo sexual
A diferenciação sexual pode ser melhor observada em animais com mais de 4 anos de idade. Comparados às fêmeas, os machos costumam ter garras frontais mais compridas, a cauda mais longa, e a parte ventral do casco mais côncava, além de serem consideravelmente menores na fase adulta

### Dieta
As tartarugas-de-orelhas-vermelhas são onívoras. Alimentam-se de vegetais, insetos e pequenos peixes. Entre os insetos, podem-se citar grilos, e algumas espécies de larvas de mosquitos e besouros. Algumas vezes, esses répteis podem até alimentar-se de pequenos roedores. As Trachemys scripta elegans tendem a comer plantas aquáticas que crescem nas águas em que vivem. Em cativeiro, essas tartarugas costumam ser alimentadas erradamente com alface, cenouras, batatas e algumas outras plantas com folhas, o que lhes provoca deformações graves. Elas apresentam tendência a serem mais carnívoras quando jovens, devido à demanda, provocada pelo crescimento, de uma ingestão de grande quantidade de proteína. Conforme envelhecem, a demanda proteica vai sendo mitigada, o que induz a hábitos alimentares mais herbívoros. Como tais tartarugas não produzem saliva,elas comem apenas dentro de água para não engasgarem.
Outro alimento, é o Gammarus lacustris, rico em cálcio, fundamental para a formação e fortalecimento da carapaça, desde que não esteja vazio, como em muitos produtos comercializados para este fim.

## Comportamento
Elas são quase totalmente aquáticas, mas deixam a água para tomarem sol em dias ensolarados, por uma necessidade metabólica de se exporem aos raios ultravioleta para se aquecerem, como praticamente todo réptil, e para absorver vitamina D. Quando se sentem ameaçadas, as tartarugas-do-ouvido-vermelho deslizam freneticamente das rochas - daí o nome em inglês: "Red-eared slider" (algo como "deslizadora do ouvido vermelho"). Em um ciclo recorrente ao longo do dia, elas emergem da água, tomam sol até ficarem secas e quentes, mergulham de volta na água para refrescarem-se e, depois, emergem novamente.

### Hibernação
As tartarugas-do-ouvido vermelho hibernam no inverno no fundo de lagoas ou lagos rasos, onde entram em um processo de torpecimento. Elas toleram outros pequenos animais que se aproximam. Ao sentirem, no entanto, a presença de predadores em potencial, mergulham rapidamente, o que dificulta sua captura.

### Reprodução
Atividades de namoro e acasalamento para essas tartarugas geralmente ocorrem entre março e julho, e ocorrem debaixo d'água. Durante o namoro, o macho nada ao redor da fêmea e agita ou vibra o lado de trás de suas longas garras no rosto e na cabeça, possivelmente para direcionar os feromônios para ela. A fêmea nada em direção ao macho e, se for receptiva, afunda até o fundo para se acasalar. Se a fêmea não for receptiva, ela pode se tornar agressiva em relação ao macho. O namoro pode durar 45 minutos, mas o acasalamento leva apenas 10 minutos.
Uma fêmea pode colocar entre dois e 30 ovos, dependendo do tamanho do corpo e outros fatores. Uma fêmea pode acumular até cinco ninhadas no mesmo ano, e as ninhadas geralmente são espaçadas de 12 a 36 dias. A fêmea escava um buraco, usando as patas traseiras, e põe os ovos nele. Incubação leva de 59 a 112 dias.
A determinação do sexo em répteis é complexa, porque a temperatura de incubação e os genes interagem em muitas espécies para regular o desenvolvimento sexual e decidir o destino sexual, masculino ou feminino. Os mecanismos de determinação do sexo dependente da temperatura nas tartarugas-do-ouvido vermelho. A temperatura pode exercer seu efeito na transcrição do gene modificador de cromatina KDM6B (demetilase específica da lisina 6B) responde à temperatura na tartaruga e confere sensibilidade à temperatura a um gene chave determinante do sexo, DMRT1 (fator de transcrição relacionado a doublesex e mab-3 1).

## Distribuição
A tartaruga-do-ouvido-vermelho está muito distribuída pelo território norte-americano, especialmente no sul e no meio-oeste. A faixa natural da espécie vai do estado americano do Iowa no norte, ao Novo México, no sudoeste, e à Virgínia e à Geórgia no leste.
Fora do ambiente natural, as tartarugas-do-ouvido vermelho estão sendo introduzidas na Coreia do Sul e Japão, África do Sul, Israel, Tailândia, Austrália e Europa. Nessas outras regiões, essas tartarugas vêm sendo importadas como animais de estimação e abandonadas por seus donos. A proliferação desses animais nessas áreas prova a sua grande capacidade de adaptação.

## Domesticação
Como a maioria das tartarugas, têm uma mordida forte. Como todos os animais de estimação, elas podem carregar doenças como a bactéria da Salmonella, que pode estar presente em exemplares capturados recentemente do ambiente natural. Assim, qualquer ferimento originado dessa forma deve ser encaminhado para análise médica assim que possível.

### Cuidados
A tartaruga-do-ouvido-vermelho, como todas as tartarugas aquáticas, requer certos cuidados para medrar em cativeiro. A tartaruga tem reputação de ser um animal de fáceis cuidados, mas apresenta grande taxa de mortalidade, em especial , nos primeiros anos de vida, que normalmente se atribuem a dietas pobres, e ou por enclausuramentos impróprios.
Sinais de uma dieta pobre incluem anormalidade no casco, crescimento reduzido e apatia prolongada. A má qualidade da água pode levar a infecções de pele, infeção ocular, quistos nos olhos e dificuldades respiratórias.
As fêmeas podem emprenhar mesmo sem a cópula com um macho, desde que tenham sido fecundadas anteriormente uma vez que podem guardar o esperma até 1 ou 2 anos. A perda de apetite e a atividade excessiva são sinais de que a tartaruga precisa pôr ovos. Isso deve ser observado rapidamente, já que a tartaruga-do-ouvido-vermelho que não puder pô-los dentro de 48 horas a 2 semanas, poderá entrar em uma condição potencialmente fatal, com necessidade de cirurgia.

### "Manuseio"
Como animal de estimação, a tartaruga-do-ouvido vermelho tem mostrado muito em comum com as outras tartarugas. Apresenta-se alerta e curiosa, ainda que possa exibir a mesma personalidade hostil das outras espécies. Sendo seguradas com as mãos com frequência, as tartarugas-do-ouvido-vermelho podem tornar-se completamente mansas e passar a tolerar serem carregadas por curtos períodos, o que de qualquer modo é um enorme erro. Algumas podem até procurar o contato humano, ainda que seja questionável se as tartarugas são inteligentes o suficiente para reconhecer os indivíduos. Algumas tartarugas que não gostam de ser seguradas podem agitar-se e começar a chutar a mão da pessoa. Quando isso ocorre, é recomendável que se coloque a tartaruga de volta ao chão e se tente pegá-la novamente mais tarde, apenas se for estritamente necessário. Os donos não devem segurá-las por muito tempo, já que isso costuma irritar os animais. É preferível que se segure a tartaruga por não mais que 5 ou 10 minutos ao dia, em vez de carregá-la por uma hora a cada quatro dias. A maioria das tartarugas-de-ouvido-vermelho de estimação, vão pedir comida quando sentirem movimento nas proximidades do lugar onde viverem. Uma dessas tartarugas pode chegar aos 40 anos, ainda que um período vital de 10 a 20 anos seja o mais comum.

### Aquaterrário
A tartaruga deve ser mantida em um aquaterrário de tamanho proporcional ao seu. Os pequenos recipientes normalmente vendidos junto com as tartarugas recém-nascidas são completamente inadequados, até mesmo para o menor espécime. As tartarugas-do-ouvido vermelho, e a maioria das tartarugas, são boas nadadoras e podem segurar a respiração por longos períodos de tempo. É necessário que haja água suficiente no aquaterrário  . Um parâmetro útil, comum entre os criadores, é manter aproximadamente 16 litros de água para cada centímetro de casco. Outro critério adotado pelos criadores é colocar água até o nível em que as tartarugas não possam alcançar a superfície sem tirar as patas traseiras do fundo. Entretanto, para as tartarugas mais jovens, o nível de água deve permitir que elas possam alcançar a superfície da água apenas apoiando-se com os pés (há registros de jovens tartarugas que se afogaram). Se a tartaruga parecer afogar-se quando o nível de água aumentar, deve-se removê-la imediatamente. Todavia, ainda que possa parecer que a tartaruga não queira nadar em princípio, ela pode aprender rapidamente.
Uma área em que a tartaruga possa permanecer completamente emersa para se secar deve ser providenciada. É necessário também que se exponha a tartaruga por períodos breves ao sol. Se isso não for possível, é imprescindível que se disponibilize uma lâmpada ultravioleta (UVB), de modo que a tartaruga tenha acesso a tal lâmpada por de três a quatro horas diárias, pelo menos. A água deve ser mantida à temperatura de 24°C a 27°C. Temperaturas mais baixas podem fazer com que a tartaruga tente hibernar, o que é impossível em cativeiro, podendo ocorrer o afogamento do animal.
A qualidade da água pode ser um problema sério para qualquer tartaruga. As fezes do animal podem acumular-se rapidamente, e o alastramento resultante de amônia e bactérias pode ser letal para a saúde da tartaruga. Um filtro pode aliviar o problema, bem como um tanque separado para a alimentação, mas a troca frequente da água é indispensável para garantir a saúde da tartaruga. Para animais adultos, que chegam em média a 26 centímetros, é comum usar tanques de, em média, meio metro cúbico. Também é recorrente manter o animal em pequenos lagos no quintal ou em uma piscina infantil, desde que sejam cercados por todos os lados e que o animal não possa escalar a cerca com as garras.